# Гусин, Андрей Леонидович
Андре́й Леони́дович Гу́син (укр. Андрі́й Леоні́дович Гу́сін; 11 декабря 1972[…], Золочев, Львовская область — 17 сентября 2014, Чайки, Киевская область) — украинский футболист, полузащитник, позже тренер.

## Биография

### Клубная карьера
Окончил Львовский государственный институт физической культуры. Начинал карьеру на Львовщине. На протяжении многих лет играл за киевское «Динамо». Полуфиналист Лиги чемпионов УЕФА 1998/99. Затем играл за самарские «Крылья Советов». В 2008 году он возобновил в раменском «Сатурне» карьеру игрока, проведя 13 матчей в чемпионате России 2008 года. Летом 2008 был отзаявлен.
Летом 2009 года Гусин подписал контракт на полтора года с российским клубом «Химки». Однако через месяц расторг контракт по причине травмы.

### Карьера в сборной
Выступал за сборную Украины, сыграл 71 матч. Дебютировал 26 июня 1993 года в матче со сборной Хорватии, в перерыве заменил Юрия Грицину.

### Тренерская карьера

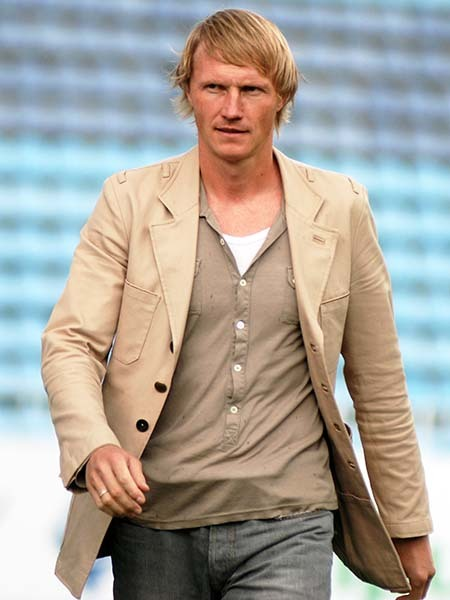
Гусин в качестве главного тренера «Динамо-2»

В 2007 году была достигнута договорённость о включении Гусина в состав тренерского штаба ФК «Сатурн» (Московская область).
18 апреля 2010 года Андрей Гусин стал старшим тренером клуба «Анжи» из Махачкалы. С конца 2010 по 2013 возглавлял команду «Динамо-2» (Киев), играющую в первой украинской лиге.
С июля 2013 года являлся ассистентом Гаджи Гаджиева в самарских «Крыльях Советов», а 8 августа вместе с Гаджиевым перешёл в махачкалинский «Анжи», где работал до конца сезона-2013/14.

## Личная жизнь

### Семья
Был женат на Кристине Гусиной. У пары трое детей: Андрей (род. 1996), Иван (род. 2002), Анастасия (род. 2010). Старший сын также решил связать свою жизнь с футболом и по состоянию на осень 2014 года выступал за резервную команду «Днепра».

### Общественная деятельность
В июле 2014 года организовал на собственные средства закупку 20 военных аптечек для ультрас киевского «Динамо», воевавших в зоне АТО.

## Гибель

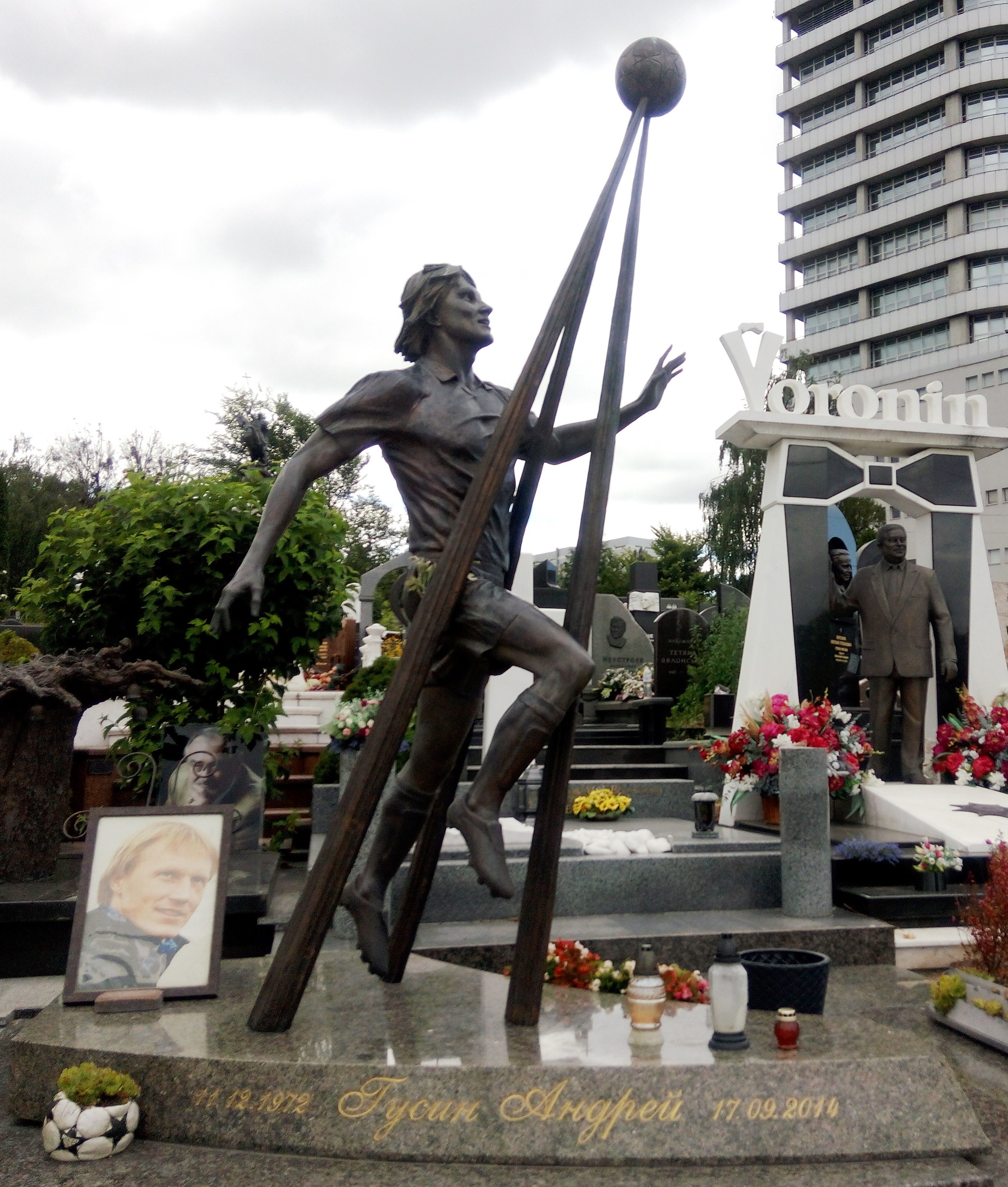
Надгробие Андрея Гусина на Байковом кладбище

Андрей Гусин погиб в Киеве, разбившись на мотоцикле на столичном автодроме «Чайка» 17 сентября 2014 года в 14 часов по киевскому времени. Гусин выехал на кольцевой трек трассы и на одном из виражей вылетел из седла. Не приходя в сознание, он скончался. Похоронен 19 сентября 2014 года в Киеве на Байковом кладбище.

## Достижения

### Командные
«Динамо» (Киев)
- Чемпион Украины (7): 1996/97, 1997/98, 1998/99, 1999/00, 2000/01, 2002/03, 2003/04
- Серебряный призёр чемпионата Украины: 2001/02
- Обладатель Кубка Украины (4): 1997/98, 1998/99, 1999/00, 2002/03
- Финалист Кубка Украины (2): 1992/93, 2001/02
- Обладатель Суперкубка Украины: 2004
- Обладатель Кубка чемпионов Содружества (4): 1996, 1997, 1998, 2002
- Полуфиналист Лиги Чемпионов: 1999

Сборная Украины
- Четвертьфиналист Чемпионата мира по футболу: 2006

### Личные
- Заслуженный мастер спорта Украины
- Кавалер ордена «За мужество» III степени (2006)[13].